# Иван Оражен
Иван Оражен (Костањевица, 8. фебруар 1869 — Љубљана, 11. март 1921) био је словеначки лекар, југословенски и словенски патриота, али и један од оснивача и први председник покрета Соко Краљевине Југославије.

## Биографија
Рођен је као ванбрачно дете у Костањевици на Крки, у кући број 24. Са мајком Иваном (р. 1843) живео је у кући Оражнова, под кровом ујака Франца. Отац, богати судија није желео да чује за њега. По причи слушкиње Тонке, када је већ био одрасла особа једном је оца срео у Љубљани, где му се отац обратио, али га је Иван одбио, рекавши да отац није питао за њега када је то било потребно, а сад он не жели да зна за оца. Између 1875. и 1879. године, у свом родном граду је завршио основну школу и био међу најбољим ђацима. Гимназијске године започео је у Љубљани, у Царско-краљевској државној вишој гимназији, где се сналазио како је знао и могао, јер од сиромашне мајке није могао да очекује велику помоћ, а није био ни социјално пожељан његов статус ванбрачног детета. Међутим, богати грађани Љубљане помагали су сиромашним студентима финансијском подршком, становањем или им давали храну. Тако је Иван од своје 11. године добијао ручак у богатој љубљанској кући пивара Ауер. Ту је упознао и будућу жену Евгенију (Жени) Ауер, ћерку предузетника Георга Ауера, власника неколико пивара и кућа у Љубљани. Због негативних оцена се 1888. г. преписао у гимназији у Новом Месту, где је 28. јуна 1889 матурирао.
Пошто су студије и интернат теологије били бесплатни, мајка је желела да постане свештеник, али је Иван следио своје склоности и жеље те одлучио да студира медицину у Бечу, где се уписао у јесен 1889. Ту се издржавао разним привременим пословима. Оражен је студирао 11 година, 5. фебруара 1900. г. успешно је дипломирао у Грацу. Нема довољно података зашто је Оражен тако дуго студирао и зашто се преписао из Беча у Грац. Вероватно је имао економске и политичке разлоге: мучило га је угњетавање словенских народа и дружио се са студентима из Словеније, Хрватске, Србије и Црне Горе. По непровереним подацима био је чак и председник Студентске академске асоцијације Словеније. Такође је вероватно да је у овим годинама служио обавезни војни рок.
Након што је дипломирао, 31-годишњи др Иван Оражен запослио се у Државној болници у Љубљани као помоћни лекар и убрзо напредовао јер се показало да је веома вешт хирург и акушер. Као активни члан Соколског друштва био је веома згодан човек са тамном косом и плавозеленим очима. Са Евгенијом Ауер (р. 1876), лепотицом и тада младом удовицом оженио се 1902. Они су живели у Волфовој улици, у Љубљани, где је Оражен такође имао приватну праксу након стажа у државној болници. Упркос великој љубави између Ивана и његове супруге, у браку је било доста проблема: жена је болешљива, нису могли да имају децу, а шураци Јуриј и Павел нису били наклоњени Оражну. Судбина је хтела да сва три Ауера умру пре Оражна, тако да је он био једини наследник богатог имања. Пивару су још пре супругине смрти продали због финансијских проблема пивари „Унион“ 1909. године, без профита, јер је фирма била у дуговима. На крају су се преселили на имање ван града, на Долењској цести, где је супруга болесна од, тада неизлечиве, туберкулозе на имању "Зелено брдо" могла да изађе директно из куће у шуму. Госпођа Жени је волела животиње. На Долењској цести имали су неколико паса, папагаја и Жени је волела да се вози колима, у која је упрегла козу. Део тога је описао Јанез Милцински, адвокат и лекар, као дете породични пријатељ Оражнова. Жени је умрла од туберкулозе 1919. године.
Као политички активан Иван Оражен је имао доста потешкоћа са тадашњом аустро-угарском влашћу. Био је 1908. посланик у народној скупштини. Био је члан Народне напредне странке, а 1912. г. се придружио антиаустријском покрету „Препород“. Током Балканског рата 1912. Иван Оражен је као добровољац седам недеља радио у Нишкој болници и мемоаре је описао у јединој објављеној књизи 1913. "Међу рањеном српском браћом". По завршетку Балканског рата је Оражна одликовао краљ Петар I Карађорђевић орденом Св. Саве 3. степена. Због свега тога био је осумњичен и под полицијски надзором, а током Првог светског рата премештен је у Грац као "словеначки агитатор". После Првог светског рата био је активан у Југословенској демократској странци. Такође је био један од најистакнутијих чланова Соколског друштва и 1919. године основао Југословенско соколско друштво и био његов први председник. Био је велики Југословен, али је у југословенском соколском друштву постао разочаран због националних подела. Оражен је са лекарима Лојзом Крајгером и Алојзом Залокарјем један од иницијатора оснивања Медицинског факултета у Љубљани, а касније и његов највећи донатор.
Умро је код куће на "Зеленом брду" 11. марта 1921. године. Тешко му је пала женина смрт. Иако је био одличног физичког здравља, био је душевно скрхан тешким животом, политичким разочарањима и губитком најближе особе, те је узео превелику дозу барбитурата неколико дана након 19-годишњице венчања. Његовој сахрани су присуствовале народне масе, укључујући и др Балтића, др Рибникара и генерала Рудолфа Мајстера. Само три такве погребне поворке до тада је Љубљана доживела: године 1881, када је сахрањен др Јанез Блајвајс, "отац словеначке нације"; 1917. године, када је умро Јанез Евангелист Крек, "Отац мајске декларације" и 1921. године, на Оражновој сахрани. За илустрацију колико је била величанствена ова сахрана можемо да наведемо да је на њој било присутно 3.000 југословенских сокола. Касније је 1.000 сокола свечано обележило и Оражнову родну кућу у Костањевици. Први југословенски свесоколски слет је одржан у Љубљани августа 1922, почео је поворком хиљада учесника Ораженовом гробу.
Скоро сву своју имовину Оражен је завештао Медицинском факултету у Љубљани са овлашћењем да се оснује Оражнов студентски дом, који је прве станаре примио 1925. године и од тада непрестано врши своју мисију: у њему је од тада живело близу 1.000 студената медицине и стоматологије. У свом тестаменту написао је: „у Оражновом дому припада бесплатно становање на првом месту ванбрачним, сиромашним медицинарима словеначког, српског и хрватског племена који студирају у Љубљани“. Оражновци поносно традиционално негује сећање на свог добротвора тестовима знања о Оражну на бруцошијади и повременим окупљањима у Костањевици.
Медицинском факултету је такође оставио драгоцености породице Ауера: златни и сребрни накит и друге драгоцености, такозвано "Оражново благо" из којег су касније израђене инсигније које декан Медицинског факултета носи на свечаној додели диплома. Архитекта Богица Погачник је у стварању инсигнија успела да очува аутентичан изглед већине драгоцених предмета. Медицинској науци је Оражен завештао и своје тело.